# Асэб (аэропорт)
Международный аэропорт Асэба (ИАТА: ASA, ИКАО: HHSB) — аэропорт города Асэба, административного центра провинции Дэбуб-Кэй-Бахри Эритреи.
Он служит одновременно государственным и военным объектом. Аэропорт имеет асфальтированную взлетно-посадочную полосу длиной 3515 м. В настоящее время он не принимает рейсов авиакомпаний.

## История
Аэропорт был создан в колониальную эпоху итальянской Эритреи в конце 1930-х годов в качестве второстепенного аэропорта в регионе. Был повреждён во время Второй мировой войны. В течение многих лет он использовался только для частных и военных полетов. В 2017 году между Асэбом и международным аэропортом Массауа осуществлялся еженедельный гражданский рейс. С ноября 2018 года Эритрейские авиалинии планируют запустить маршруты в Асмэру и Аддис-Абебу.
Начиная с сентября 2015 года вооруженные силы Объединенных Арабских Эмиратов модернизировали авиабазу для размещения своих вооруженных сил в поддержку своей интервенции в Йемен, с частичным выводом войск, начиная с 2021 года.